# Международная федерация женщин-предпринимателей и женщин-профессионалов
Международная федерация женщин-предпринимателей и женщин-профессионалов (англ. International Federation of Business and Professional Women, BPW International) — неправительственная женская организация.
Целью федерации является создание сетей и расширение прав и возможностей женщин во всем мире.

## История
Федерация основана в Женеве, Швейцария, 26 августа 1930 года доктором Леной Мэдесин Филлипс из Кентукки, США. Будучи президентом Национальной федерации клубов деловых и профессиональных женщин (англ. National Federation of Business and Professional Women's Clubs) в Соединенных Штатах, Филлипс организовала несколько «Туров доброй воли» (англ. Goodwill Tours) в Европу в 1928 и 1929 годах, чтобы пообщаться с деловыми и профессиональными женщинами в Европе. Странами-основателями федерации были Австрия, Канада, Франция, Великобритания, Италия и Соединенные Штаты Америки. Филлипс была избрана первым президентом федерации и проработала на этом посту до 1947 года. В 1933 году Филлипс была президентом Международного совета женщин (англ. International Council of Women, который проводился в связи со Всемирной выставки в Чикаго.

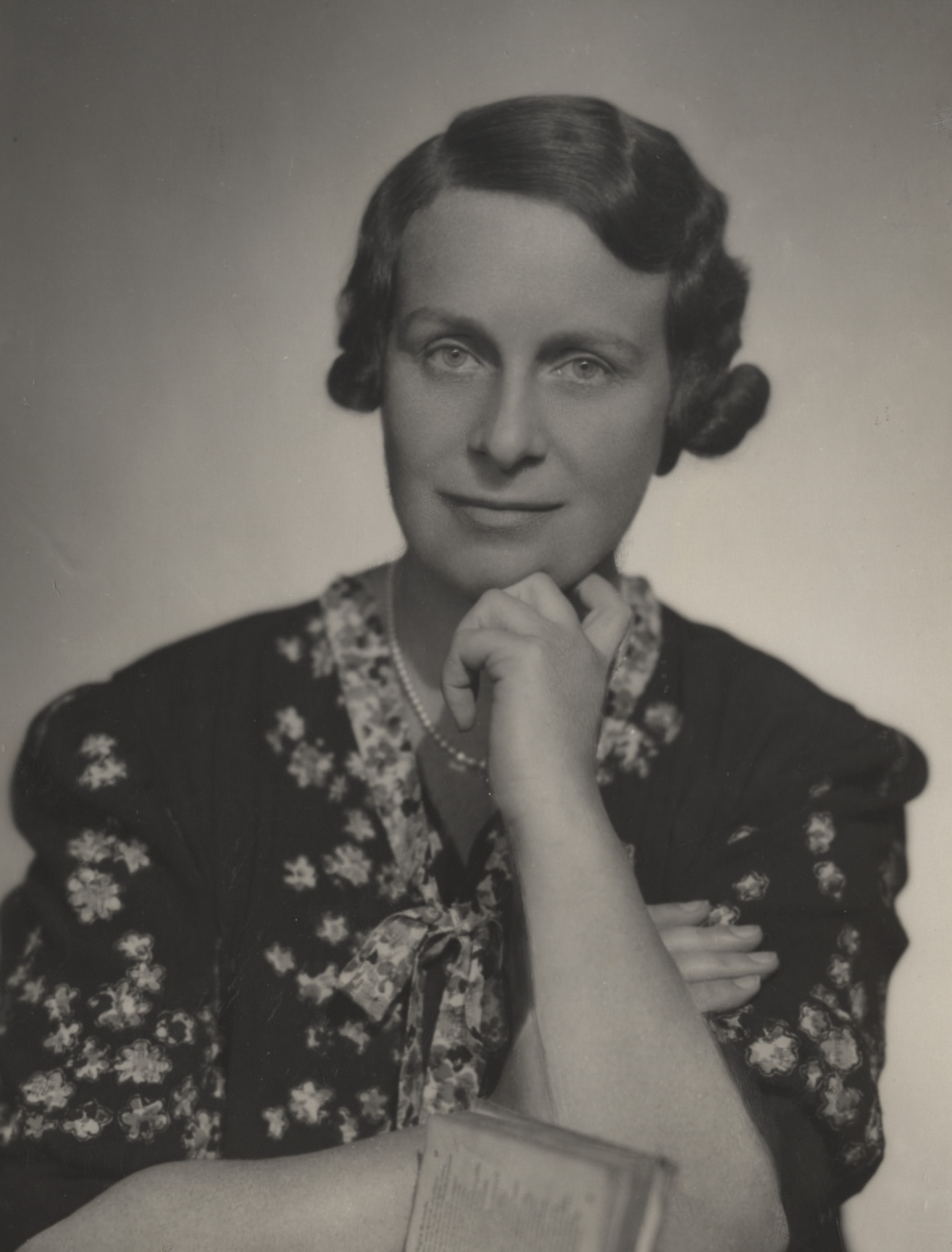
Кэролайн Хаслетт

В 1934 году штаб-квартира переехала из Женевы в Лондон. В 1936 году британский инженер и директор Ассоциации женщин-электриков (англ. Electrical Association for Women) Кэролайн Хаслетт стала вице-президентом, а в 1950 году президентом федерации.
К 1950 году число британских членов достигло 90 000, и кинорежиссер Мэри Филд стала президентом отделения в Великобритании, когда Хаслетт перешла на роль международного президента.

### Распространение
Федерация имеет филиалы чем в ста странах с программами по расширению экономических прав и возможностей женщин. Федерация имеет консультативный статус при Экономическом и Социальном Совете ООН (ЭКОСОС) и статус участника при Совете Европы.

### Австралия
Энн Маргарет Магоффин «Пег» возглавляла финансовый комитет федерации в Австралии в 1950-х и 1960-х годах. В 1966 году она стала президентом федерации австралийского отделения и реструктурировала национальную организацию, разделив ее на филиалы в каждом штате. В 1960 году организация вступила в судебный спор о равной оплате труда для женщин. Магоффин подготовила заявление в Суд Содружества по примирению и арбитражу (англ. Commonwealth Court of Conciliation and Arbitration).

## Внешние ссылки
- bpw-international.org — официальный сайт Международная федерация женщин-предпринимателей и женщин-профессионалов